# Onze-Lieve-Vrouwekerk (Gerdingen)
De Onze-Lieve-Vrouwekerk te Gerdingen is een laatgotische kerk uit de 16e eeuw.
De romaanse toren dateert uit de 12de eeuw. De onderbouw van de toren is nog ouder en dateert van de 11e eeuw. In 1704 werd het schip verhoogd, in 1718 werd de toren verhoogd en in 1726 werd de volledige kerk gerestaureerd.
Vanaf 1323 is bekend dat er een devotie voor de heilige Quirinus van Malmedy bestond. Ook Onze-Lieve-Vrouw en de heilige Apollonia werden er vanouds vereerd.
In 1881 brandde de kerk af, maar ze werd tussen 1884 en 1888 terug opgebouwd. In de kerk staat een houten beeld uit 1280.
De kerk werd in 1981 beschermd als monument en samen met het omringende kerkhof ook beschermd als dorpsgezicht.

## Meubilair
Naast een aantal neogotische kunstwerken bezit de kerk ook een aantal zeer oude beelden, zoals een Onze-Lieve-Vrouw op de Maansikkel en een Quirinus van Malmedy, beide toegeschreven aan de Meester van Elsloo, uit ongeveer 1520. Voorts een Christus aan het Kruis, in gepolychromeerd eikenhout, uit ongeveer 1280; en een Sedes Sapientiae, die als Onze-Lieve-Vrouw van Remedie werd vereerd door bedevaartgangers, uit de 13e eeuw.